# Karlien de Villiers
Pour les articles homonymes, voir Villiers.
Karlien de Villiers est une artiste sud-africaine née au Cap, le 22 décembre 1975. Elle est l'auteur d'un album de bande dessinée autobiographique intitulé Ma mère était une très belle femme, sur son enfance et le temps de l'apartheid, vu d'une famille blanche. Elle a également réalisé plusieurs tableaux et sculptures. Par ailleurs, elle enseigne depuis 2006 à l'université de Stellenbosch, où elle a elle-même étudié le dessin et l'illustration de 1994 à 1997.

## Biographie
Née en 1975 au Cap, issue de la classe moyenne blanche,,, elle n'a pas vraiment conscience de l'apartheid pendant sa petite enfance. « Longtemps dans mon enfance, je n'ai pas questionné un état de fait : que les Blancs dominaient, avaient les meilleurs emplois et les meilleures écoles, et se prélassaient sur des plages séparées des Noirs. Nos parents nous disaient que c'était normal que tous les employés de maison soient Noirs », explique-t-elle. Elle a 11 ans lorsque sa mère meurt d'un cancer. Elle et sa sœur sont envoyées dans un internat et y côtoie d'autres milieux : « au milieu de mon malheur, j'ai découvert que j'appartenais à la classe des privilégiés ». 
Après le lycée, elle poursuit à partir de 1994 dans une école d'art à l'université de Stellenbosch et y apprend le dessin et l'illustration auprès de Conrad Botes et Anton Kannemeyer. Ils lui font découvrir la bande dessinée européenne, puis publient ses dessins, des anecdotes d'enfance, dans la revue de bande dessinée Bitterkomix. Elle termine ses études à l'université de Stellenbosch en 1997, avec un diplôme en design graphique. Elle travaille pendant une courte période dans un studio de design appartenant au groupe Ogilvy & Mather. Après avoir voyagé à l'étranger pendant un certain temps, elle passe du Cap à Johannesbourg, puis à Pretoria. Elle travaille ensuite comme illustratrice indépendante et reprend des études postuniversitaires à l'université de Pretoria qu'elle termine début 2006. 
Anna Sommer, de passage en Afrique du Sud, découvre ses dessins et l'encourage à publier un album, lui recommandant un éditeur. Ceci donne un album de bande dessinée autobiographique, publié tout d'abord en Suisse (et en allemand), intitulé Meine Mutter war eine Schöne Frau [Ma mère était une très belle femme] , sur ses souvenirs d'enfance, les relations avec sa sœur, la séparation de ses parents et l'époque de l'apartheid, raconté du point de vue d'une famille blanche d'Afrique du Sud à l'époque,,.
Elle continue ensuite comme artiste (réalisant des peintures et des sculptures), comme illustratrice pour enfants et aussi comme enseignante dans son école d'art initiale à l'université de Stellenbosch.

## Bande dessinée parue
- Ma mère était une très belle femme, éd. Çà et là, 2006.